# Ġgantija
Ġgantija (lit. ‘la Torre del Gegant’, en maltès) és una construcció megalítica de l'illa de Gozo, al nord de Malta, erigida als voltants de la meitat del quart mil·lenni (~3500 aC), més antiga, doncs, que Stonehenge i que les piràmides egípcies. Es tracta de dues edificacions generalment interpretades com a temples i envoltades per un mur exterior d'estil ciclopi. La planta d'ambdues construccions és polilobulada, amb cinc lòbuls l'una i quatre en la més petita. A cada banda del corredor d'accés, s'hi obren dos parells de lòbuls, i a l'extrem distal a una de les construccions hi ha un altre lòbul, mentre que a la construcció més petita el lòbul distal no està desenvolupat del tot i és considerat com un nínxol. Juntament amb altres temples megalítics maltesos, fou declarat Patrimoni de la Humanitat per la UNESCO el 1980.